# Giuseppe Pinetti
Giovanni Giuseppe Bartolomeo Vincenzo Merci, comte de Willedal, alias Giuseppe Pinetti, autrefois appelé en France le Chevalier Joseph Pinetti (Orbetello en Toscane, 1750 - Berdytchiv, Empire russe (aujourd'hui Ukraine), 1805), encore appelé le Professeur de Magie naturelle, est devenu célèbre par l'utilisation d'appareils compliqués, ses évasions et ses tours de mentalisme. 

## Biographie
Ce magicien de la cour de Louis XVI puis, sous le Directoire et le Premier Empire, auteur de l’ouvrage Amusements physiques (1784), contribua à diversifier les tours de magie, à créer de nouveaux effets. Il sortit la magie de la rue pour la faire entrer dans les théâtres, en particulier dans son théâtre des Menus-Plaisirs du Roi, faubourg Poissonnière. Dans son cabinet de curiosités, il présenta et mélangea expériences scientifiques (telles que faire apparaître une étincelle électrique entre les bornes d'un excitateur ...) et tour de magie (faire apparaître une gravure dans un miroir...). 
Il était connu pour la richesse de ses équipages. Il présenta ses tours à différentes cours d'Europe (à Londres, Berlin, Paris...). 
Il est cité dans les mémoires de Jean-Eugène Robert-Houdin, mais considéré comme un charlatan. Il aurait été poursuivi par la vengeance de l'un des inspirateurs de Robert-Houdin, le comte Edmont de Grisy, devenu célèbre sous le nom de Torrini. Robert-Houdin raconte que le chevalier Pinetti aurait conduit Edmont de Grisy, alors à ses débuts d'escamoteur, à se ridiculiser lors d'une représentation. Edmont de Grisy, furieux contre Pinetti, aurait monté un spectacle concurrent et, de ville en ville, l'aurait précédé, poursuivi, toujours plus fastueux, de Plaisance, Crémone, Mantoue, Vicence, Padoue, Venise, jusqu'à ce que Pinetti se résigne à plier bagage...
Robert-Houdin indique que le chevalier Pinetti est mort d'une longue et cruelle maladie. Il aurait été réduit à la plus affreuse misère (et) mourut dans le village de Bartitchoff, en Volhinie, chez un seigneur qui l'avait recueilli par compassion.

## Son œuvre
- Joseph Pinetti, Amusements physiques, Paris 1784[3]

### Escamotage de la chemise
Le traité de Pinetti est plusieurs fois cité par Robert-Houdin, par exemple pour la description du tour de l'escamotage de la chemise sur la personne qui la porte

## Sources
- Journal de Paris, 20 décembre 1783, 18 mars 1785.
- Mémoires secrets (dits de Bachaumont), XXIV, 103. XXV, 9.